# Lubuk Ngin
Lubuk Ngin is een bestuurslaag in het regentschap Musi Rawas van de provincie Zuid-Sumatra, Indonesië. Lubuk Ngin telt 3117 inwoners (volkstelling 2010).